# 牛久保城
牛久保城（うしくぼじょう）は、愛知県豊川市牛久保町（三河国宝飯郡牛久保（はじめ牛窪、後に牛久保に改称））にあった日本の城（平城）。

## 概要
三河国聞書・三河国二葉松によると、牧野出羽守保成の築城。天正18年（1590年）に牧野康成は徳川家康の関東移封に従って上野国勢多郡大胡（群馬県前橋市河原浜町）に2万石を領して移動した。牛久保城は吉田城（愛知県豊橋市今橋町）に入った豊臣家臣池田輝政の支城となり、重臣の荒尾成久（平左衛門）が城主となった。慶長5年（1600年）の関ヶ原の戦いの後は牛久保周辺は天領となり、城郭の一部が代官所になるなどして機能していたが、元禄13年（1700年）に廃城となった。

## 遺構
牛久保城はかつて豊川の古い河岸段丘を利用した2重の水堀を備えた平城であったが、その城域が現在はJR飯田線 牛久保駅や住宅地となってしまったために、その遺構が全く滅失している。ただし城跡周辺には城跡・城下・大手などの小字が残り、往時をしのばせる。過去の発掘の結果、堀の遺構は確認されている。

## 牛久保衆の構成
牛久保衆は城主牧野氏を頭目とする武士集団であり、牧野氏直臣団とこれに合力する寄騎衆（牛久保六騎）・地侍衆より構成されていたと考えられる。牛久保衆の用語は『牛窪記』のほか『家忠日記』にもみられ、牧野氏軍団を指す一般的用語である。

### 寄騎・年寄衆
牧野山城守、野瀬丹波守、（岩瀬）和泉・同嘉竹、真木越中守・真木善兵衛、稲垣平右衛門尉、山本帯刀。
山本氏・稲垣氏は、寄騎であるが、牧野家重臣として解説されるときがある。

### 一門衆
牧野平三郎・平四郎、平七郎・右近、平左衛門、田兵衛、市左衛門、弥次兵衛、助兵衛。
これらは享禄年間から永禄年間（1528年 - 1569年）に寺社棟札や古文書・古記録などにみられる牛久保に関係する牧野一族の名前である。

### 上記以外の牛久保衆人名
牛久保城古図には、大きな侍屋敷しか記載がないが、上記寄騎・重臣の各氏の庶家と思われる姓・名以外にも以下の各氏を見ることができる。彼らが牛久保在城期の牧野氏においてどのような地位にあったかは文献上で今のところ検証できないが、牛久保衆の主要部を構成していたものと推察される。
明石、秋山、安藤、石黒、伊東、大林、金子、神谷、坂井、榊原、陶山、関、武、竹内、贄、宮橋、渡辺、渡部。
同古図では凡そ40名ほどの人名が読みとれるが、説教師・大百姓等とおもわれる人名もあり、また城地・侍屋敷以外のものは含まない。
明石、大林、坂井、宮橋などの姓は、近世大名となった牧野氏の上級家臣に見ることはできない。天正18年（1590年）の徳川家康の関東移封に伴って、三河国の多くの土豪、地侍もこれに随従した。その一方で父祖連綿の土地を離れることを嫌って、牢人を選び郷士となった者もいたが、牧野氏や牛久保寄騎・地侍衆にもそれは考えられる。

## 牛久保城古図
牛久保城古図には、数種類のものがあり、外堀を描いているものと、いないものがある。代表的なものとしては豊川市の光輝庵蔵のものが知られている。同古図の成立年は不明であり、後世に書き写されたり、補筆されたものが現在に伝り、相互の比較検討など注意が必要である。
内堀の内側に、真木氏、岩瀬氏、榊原氏の屋敷がみられ、牧野氏との関係が深いことを窺わせる。
但し、榊原氏は『牛窪記』によれば、当主の榊原渋右衛門が城主牧野家に背き濃州（美濃国）に退散し、残された子息も自害したとあり、絶家したものと考えられる。
特に内堀の内側に、真木又次郎（永禄12年没）の屋敷がみられ、堀外の野瀬氏の屋敷の隣には、真木善兵衛の屋敷がある一方で、真木越中守の屋敷はみられないなどの特徴がある。また榊原氏の屋敷も見られることから、後世の書き足しがあると推定されるので厳密には特定できないが、永禄4年から12年ごろを表した古図と考えられる。

## 牛久保城の戦い
牛久保城は、直接的な城攻めを受けた記録は少ない。永正3年（1506年）の今川氏親、享禄2年（1529年）・天文元年（1532年）の松平清康の吉田城（城主牧野田蔵）攻めの際にも牛窪城ないし牛久保城は直接攻撃を免れている。
代表的な牛久保城合戦に永禄4年（1561年）4月の徳川家康（当時は松平元康）の奇襲攻撃がある。
桶狭間の戦い後、今川氏の桎梏を離れた家康は織田信長と秘密裏に和睦を進め、三河全土の領国化を企図した。当時今川氏の勢力下にあった東三河地方の併合を実現するために設楽氏・菅沼氏・西郷氏等の国人を調略して駐留今川軍の拠点の一つであった牛久保城攻略を図った。
牛久保城主牧野成定は今川義元の指示により西三河の西尾城を弘治3年（1557年）よりこの時まで在番守備しており、居城の牛久保城は宿老稲垣重宗（平右衛門尉）及び真木氏に留守を任せていた。牛久保衆の主力は成定及び稲垣長茂（藤助）の率いる西尾城の在番部隊と設楽郡の野田城の番詰部隊に分割されており、本拠地・牛久保城の守備は手薄であった。
家康は牛久保衆の稲垣林四郎・牧野弥次右兵衛尉・牧野平左衛門尉父子等有力家臣をも調略のうえ、永禄4年4月11日夜に牛久保城へ奇襲攻撃（夜襲）をかけた（永禄4年4月11日牛久保城の戦い）。
留守居の稲垣重宗はちょうど自領の牛久保領賀茂（豊橋市賀茂町）に帰っており、城は真木兵庫助一族（真木越中守定安）らごく少数の番手しかいなかったため落城の危機に陥ったが、真木氏の奮戦により持ちこたえ、やがて賀茂で松平方内通勢力の重囲を抜け出した稲垣重宗が馳せ戻り城内風呂構えで自ら太刀討ちするなどして翌12日を迎えた。
結局、家康の夜襲は失敗に終わった。ことは駿府の今川氏真に知れ、以後牧野出羽守・朝比奈紀伊守ら今川軍の猛反撃が始まることになる。また、この戦いの発生まで今川氏側は徳川家康＝松平元康の自立の動きを認識しておらず、今川氏から見れば「松平蔵人（徳川家康）の叛逆」、松平氏（徳川氏）から見れば「今川氏からの自立」がここから始まったと言える。また、西郷氏や田峯菅沼氏が松平方に、吉良氏・鵜殿氏・奥平氏、加えて国境を接する遠江国の井伊谷三人衆が今川・牧野方に加わったことで、この戦いが三河国を二分する戦いへと発展することになった。
この牛久保城の攻防戦で、真木越中守が獅子奮迅の働きをして討ち死にした。このときの困難な戦いを氏真は高く評価し、感状を真木氏の遺子2名宛てに直接授けた。この事実を真木氏は、槙文書として伝えている。
城主牧野成定も西尾城を夜陰に紛れて脱出し、牛久保城に無事に帰還した。また、同時期、野田城でも城内に松平方内通が発覚し番詰めの牛久保衆は牛久保城に帰城し、退却してきた駐留今川軍も牛久保城に入った。以後、今川氏真は牛久保・吉田両城を反撃の拠点とした。このため、永禄年間、牛久保城は家康の主要な攻撃目標となるが、周辺に設置された今川方諸砦もあいまって野戦が展開され（永禄6年3月牛久保城の戦い等）、永禄9年（1566年）5月の正式開城まで落城することはなかった。

## アクセス
- JR飯田線 牛久保駅下車、徒歩ですぐ。石碑が城のあった位置に立っている。

## 城近くの名所

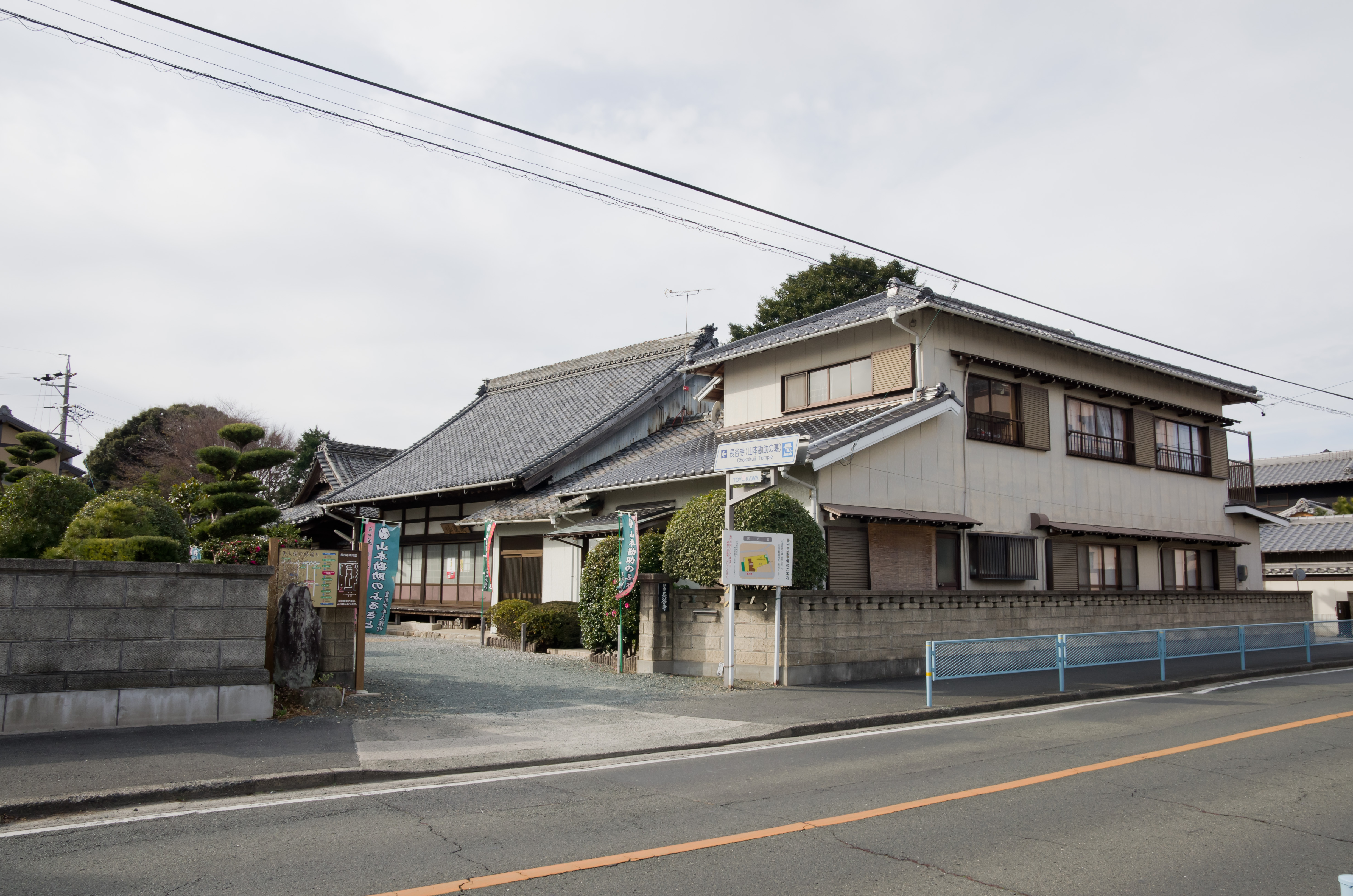
長谷寺

- 今川義元の胴塚（大聖寺） - 桶狭間の戦いの後、今川家家臣が葬り、今川氏真によって三回忌を行ったという。
- 一色時家の墓所（大聖寺） - 一色城（牛窪古城）の城主。永享の乱の関東公方足利持氏の家臣。初代今橋城（愛知県豊橋市）主牧野古白の主君。
- 山本勘助の遺髪の塚（長谷寺（ちょうこくじ）） - 戦国大名武田信玄の名軍師と言われる山本勘助の遺髪を納める。
- 長谷寺（ちょうこくじ） - 開祖は、牛久保城寄騎の真木氏出身とみられる念宗法印（真木宗成）。牛窪記に記述がある牧野家守本尊の観世音菩薩像や、勘助念持仏という摩利支天もある。
- 牛久保八幡社 - 祭神は仁徳天皇と応神天皇。もともとこの地に有った仁徳帝を祀る若宮殿に明応2年（1493年）に牧野古白が牧野城内の八幡社（祭神応神帝）を合祀した。例祭は4月8日（花祭り）に近い土日に行われる若葉祭り（うなごうじ祭り）。
- 牛久保のナギ - 国の天然記念物。昭和13年（1938年）指定。高さ20mのナギの巨木。牛久保駅南西にあたる豊川市下長山町の熊野神社境内。